# فلدبرگر زنلاندشافت
فلدبرگر زنلاندشافت (به آلمانی: Feldberger Seenlandschaft) یک شهر در آلمان است که در Mecklenburgische Seenplatte District واقع شده‌است. فلدبرگر زنلاندشافت ۴٬۹۵۶ نفر جمعیت دارد.